# Benedek Simon
Benedek Simon, P. Fidél (Székelyszentlélek, 1907. október 3. – Esztelnek, 1979. május 25.) ferences rendi szerzetes, tartományfőnök, magyar történész, teológiai szakíró.

## Életútja
Középiskolai tanulmányait a székelyudvarhelyi gimnáziumban kezdte. 1923-ban lépett be Mikházán a ferences rendbe. 1924–27 között Csíksomlyón fejezte be középiskolai tanulmányait, teológiai tanulmányokat Vajdahunyadon folytatott. 1930-ban szentelték pappá.
A kolozsvári Bolyai Tudományegyetemen 1945-ben történettudományi doktorátust szerzett. 1943–47 között Kolozsvárt a harmadrendieknek újraindította és szerkesztette a Szent Ferenc Hírnökét. 1948-tól ferences rendtartomány-főnök volt, ezen tisztséget haláláig megtartotta, a korabeli körülmények közt a ferencesek össze sem tudtak ülni, hogy leváltsák. 1951-ben rendtársaival együtt Máriaradnára hurcolták, 1952-ben Dést jelölték ki számára kényszerlakhelynek. 1961-ben letartóztatták, hazaárulás vádjával elítélték. Büntetését a máramarosszigeti, nagyenyedi és szamosújvári börtönökben töltötte; 1964-ben közkegyelemmel szabadult. Visszament Désre, de zaklatásával nem hagyott fel a hatalom, kéziratait elkobozták, vagy megsemmisültek, vagy még most is lappanganak. 1967 után Zalánra, majd Málnásfürdőre és az esztelneki zárdába került.
Írói működését az 1940-es években kezdte meg. Munkái: Tabula Individuorum Provinciae S. Stephani in Transsylvania 1940, 1941, 1943. Kolozsvár, 1940–43. ; Csíksomlyó IV. Jenő p. levelének tükrében. Kolozsvár, 1944. ; Doktori disszertációja: Tatárbetörés Csíkba 1661-ben (Kolozsvár, 1945) ; A kolozsvári ferences templom (Kolozsvár, 1946); Kolozsvári ferencesek. Kolozsvár, 1946. ; Szent Ferenc Harmadik Rendjének Szabálykönyvecskéje. Kolozsvár, 1946. ; A Boldogságos Szűz Mária Kis Zsolozsmája. Kolozsvár, 1947. ; Szent Klára nyomában. Kolozsvár, 1947.; Világi ferencesek. Kolozsvár, 1948.